# Андрей И
Андре́й И (настоящее имя Андре́й Фёдорович Хоро́шев; род. 27 июня 1959, Нахабино) — советский и российский режиссёр, актёр, сценарист, телеведущий, председатель комиссии по имиджу и развитию туризма Общественной палаты Республики Саха (Якутия).

## Биография
Родился 27 июня 1959 года в Нахабино либо в Москве.
По словам Андрея, он «потомок древнего маньчжурского рода» и даже «Живой Бог Маньчжурии».
Отец Фёдор Алексеевич (1920) — член КПСС, военный инженер, участник Великой Отечественной войны, родом из Иркутской области.
Как говорит сам Андрей, 
Я особенно благодарен моим родителям, что меня воспитали сильным: отчасти злым, отчасти хищником; но таким, знаете ли, природным хищником, который к злым относится по-злому, а к добрым — по-доброму.

Меня с детства учили быть осторожным, осмотрительным, хитрым, но в то же время воспитывали физически развитым, почти по-спартански. Иногда пороли.
Окончил среднюю школу № 1 в Нахабино Московской области.
В 1977 г. призван в армию, служил водолазом.
По другой версии, в 1977 г. Хорошев уже учился в МАИ.
В 1982 г. в составе экспедиции «Комсомольской правды» якобы искал «Клад Наполеона» в Семлевском озере.
В 1983 году окончил Московский авиационный институт по специальности «Системы информации», «инженер-испытатель».
В МАИ учился по спортивной квоте, «как спортсмен, борец вольного стиля». Якобы занимался "математическими исследованиями механизмов психотроники".
В 1983 году устроился кинооператором в Отдел научной и экспериментальной медицинской Кинематографии АМН СССР — Хорошев называет его «Кишкофильм», поскольку там снимались кинофильмы о медицинских операциях. Отдел возглавлял Самуил Григорьевич Комм (1912), и позднее Хорошев использует его кинодокументы в своём фильме «Конструктор красного цвета», указав Комма в титрах.
В 1986 году якобы участвовал в работах, связанных с гибелью «Адмирала Нахимова».
По неподтверждённым сведениям до 1986 года занимался подводными съёмками для телевизионной программы «Клуб путешественников», а также работал археологом. Действительный член Географического общества СССР (якобы избран в 1983 г. за проведение поисковых работ на Новой Земле)
В середине 1980-х поступил во ВГИК — «в общем-то случайно», «за компанию».
В 1990 году окончил с отличием режиссёрское отделение ВГИКа (Мастерская Б. А. Альтшуллера и Б. В. Кубеева по разделу "научно-популярное кино"). 
Курсовой работой пятого курса стал рекламный фильм «Русские меха» (позднее отмечен специальным призом за режиссуру и призом зрительских симпатий на международном конкурсе рекламных фильмов «Видео-1992» Европейского фонда ЭПИКА ЭВОРДЗ).
Совместно с молодыми режиссёрами ВГИКа Хорошев организовал рекламное агентство.
В феврале 1990 г. участвовал в первом фестивале телевизионной рекламы под Звенигородом. Всего снял более 30 рекламных роликов, в том числе в рамках рекламных проектов «Кампомос», «Эксима», «Procter & Gamble», а также автомобильной рекламы «Совинторга».
В 1991 г. снял неигровой фильм «И возвёл их на гору» (ТО «Меркурий» Центрнаучфильм), смысл которого объяснял так: "Масоны рассказывают масонам о масонстве".
Автор изобразительной стилистики и оператор-постановщик фильма-балета «Саломея» Аллы Сигаловой, номинанта Каннского фестиваля 1992 года. среди музыкальных фильмов.
Выступил оператором-постановщиком художественного фильма «Грааль» (1992) режиссёра Мариона Йерендорфа[уточнить].
Автор предвыборного музыкального клипа «Наш Дом Россия» в 1995 году:
Я тоже прошёл через рекламу, клипы, в том числе предвыборные. Это была моя история – клип «Наш дом Россия». Помню, работу принимал сам Черномырдин в студии у композитора Алексея Рыбникова на Арбате. И вот приехал... Начали просмотр. Ждал, что обязательно начнутся капризы: это не то, то не то…  А Черномырдин посмотрел и быстро подвёл черту: «Ну что, нормально». Потом посмотрел на меня: «О, какие у тебя интересные татуировки. А у меня тоже есть…» Тут же показал свою –  из армейской жизни. Накрыли стол, сели, выпили. Хороший был мужик…

Андрей с теплотой вспоминает то время: 
Вам не повезло, если вы не жили в эпоху перемен 90-х. Страшно замечательное время. <...> И 90-е, несмотря ни на что, для меня всё равно восторг. Было же безграничное поле возможностей. Мы делали что хотели. <...>

Я тогда ко всему прочему ещё и сознательно выстраивал свой имидж: ходил в псевдовоенных мундирах – эполеты, галифе, лампасы…  Эпатировал! Ради чего? Да чтобы на улице каждая собака узнавала!
Автор сценария и постановщик экспериментального фильма «Конструктор красного цвета», завоевавшего приз издательства «Вагриус» на Ялтинском Кинофоруме 1994 г. за сценарную работу;
художественного фильма «Научная секция пилотов» («первый и единственный фильм, который в перестроечной России превысил смету в миллион долларов»), получившего приз за изобразительное решение, специальный приз Прессы на фестивале «Киношок-1996», НИКА-97 за операторскую работу.
Хорошев — член Союза кинематографистов (Гильдия режиссёров).
В 1997 году работал над проектом трехсерийного фильма для российского телевидения «Генетика террора в России», для чего изучал родословную Ленина. По мнению Хорошева, отец Ленина, Илья Николаевич "оказал большое влияние на русское общество": среди его учеников были Каракозов и Пилсудский.
В 1997-98 гг. художественный руководитель, режиссёр-постановщик автомобильного телешоу «Перехват» (канал НТВ,
продюсер Дэвид Гамбург, ведущий Николай Фоменко), номинированного на ТЭФИ-1998, ЭММИ-1998. В этом шоу герой программы должен был угнать приз — автомобиль «Дэу Нексия», а гаишники на огромных американских «Фордах» должны были поймать похитителя на улицах Москвы. Хорошев разработал технологии специальных съёмок на большой скорости. Было снято 14 выпусков, после кризиса 1998 года производство телешоу прекратилось.
Автор идеи и режиссёр-постановщик программы экшн-шоу о подземельях «Телеспецназ» (1999 г.) вместе с Николаем Фоменко при участии компании «НТВ-Телемост» (Кирилл Легат), с привлечением опытных спелеологов Андрея Кувичинского (Kuv) и Владимира Лебедева. Идея программы была следующая:
Всегда существуют слухи о каких-то таинственных стратегических объектах, на которые невозможно проникнуть. Например, о заминированной ремонтной базе фашистских подводных лодок вблизи Калининграда. Ходят легенды о бункерах с заваренными ходами, о подземных городах... Фоменко с командой и будет проверять все эти слухи, а "Медиа-Мост" (продюсер Александр Войтецкий) - снимать все это.

Это очень сложная программа, первый выпуск которой, например, был посвящен тому, что мы обнаружили заградительные оборонные сооружения под Москвой. Сложность в том, что в нашей стране, как ни странно, есть еще работающая организация: это ФСБ, которая не дает возможности многое узнать. Поэтому, то, чем мы занимаемся — это пиратство.
В ноябре 1998 г. был подписан годовой контракт на производство 20 программ, но проект прекратил своё существование на третьем месяце своего существования.
Съёмки проходили с октября 1998 г. по январь 1999 г. на полигоне инженерных войск в Нахабино, а также в Володарских каменоломнях.
Все три выпуска программы сняты на деньги «НТВ-Телемост», без привлечения спонсорских средств. Позднее они подвергались критике, как содержащие ложную информацию и «клюкву».
Хорошев — автор сценария художественного фильма «Храм», победитель Федерального Президентского тендера на лучший сценарий художественного фильма о президентских выборах 2000 года. По словам Хорошева, этот несостоявшийся фильм — «стопроцентный боевик о президентских выборах двухтысячного года, про то, как мафиозная группировка пытается взорвать храм Христа Спасителя, чтобы склонить общественное мнение в сторону своего кандидата».
В августе 1999 г. «Саша Хирург» пригласил Хорошева в качестве режиссёра фильма о байк-шоу, которое должно было состояться под Москвой.

В 2000—2002 гг. Хорошев — руководитель службы Репортажей специального назначения, ведущий программы телекомпании «Телевидение специального назначения» (РТР и РЕН ТВ). Для этого проекта 02.03.2000 было создано ЗАО «Телекомпания „Телеспецназ“» (учредители: компания ЮКОС, ЗАО «Студия масштабных изображений» Кирилла Легата и РОО Ветеранов Органов Государственной безопасности; заместитель председателя совета директоров — Сергей Фонтон). ЗАО «Телеспецназ» выпускало программы оборонной и правоохранительной тематики. Как вспоминает Хорошев, 
В проекте «Телеспецназ», организованного силовыми структурами России, работа заставляла почти ежедневно ездить, летать, плавать, бывать там, где стреляют.
По просьбе Хорошева Аркадий Бабченко написал цикл миниатюр «Десять серий о войне» для телеканала РЕН ТВ, но его не удалось экранизировать.
В 2002 г. директор дирекции научно-популярных программ Первого канала Андрей Цвинтарный пригласил Хорошева ведущим в еженедельную программу «Искатели»:
Производством этих передач занималась Телекомпания "Цивилизация", входящая в холдинг "Трансконтинентальная МедиаКомпания"; художественный руководитель Лев Николаев. С осени 2002 года до конца 2008 года было показано около 150 выпусков, но в декабре 2008 года "Первый Канал" отказался от дальнейших закупок. 
В 2010 году цикл «Искатели» был "перезапущен" для телеканала «Культура» (при финансовой поддержке Федерального агентства по печати и массовым коммуникациям). Частично использовался старый отснятый материал. Хорошев снялся в 73 сериях обновлённых «Искателей», но летом 2013 года потерял интерес к проекту и покинул его.
В 2005 г. Андрей переехал из Москвы в Якутск:
Та же одиозная Москва — она вообще не может восприниматься как туристический центр, как центр культуры. Там просто вредно жить, Москва самый грязный город России в связи с загазованностью от автомобилей. <...> Якутск город очень интересный, здесь колоссальная история, великолепная экология.

В то время (2005 г.) Андрей декларировал аполитичность: 
- Вы человек аполитичный? Никаких партий и течений?

- Да. Мне политика не интересна. Хотя, без политики сейчас никуда, но в прямую она меня не интересует. Единственная политическая приверженность – я патриот. Считаю, каждый человек должен быть гражданином, это самое главное.
С 2006 года автор и ведущий цикла передач «Искатели Якутии», канал НВК «Саха».
С 2007 года член Академии Российского телевидения.
С 2008 года возглавляет авторскую студию креатива «Навигатор».
Автор проекта реставрации исторического памятника федерального значения «Шахта Шергина», участник штурма ствола шахты, 2009 год.
Инициатор и участник мемориального пробега на оленьих упряжках, посвященного памяти погибших воинов оленеводов «КАВАЛЕРИЯ ЗАПОЛЯРЬЯ», 2010 г.
Автор сборников научно-практических проектов в области туризма «Тепло якутского холода», 2009 год, «Тепло якутского холода-2», 2012 год. Дипломант национальной туристской премии им. Ю.Сенкевича в номинации «За личный вклад в развитие туристского образования». 2009 год.
Доцент кафедры маркетинга и коммерции якутского филиала БГУЭП (с 2011 кафедра туризма и массовых коммуникаций).
С 2011 г. — член Общественной палаты Республики Саха (Якутия), председатель Комиссии по имиджу и развитию туризма.
В 2012 г. Андрей И стал членом Союза писателей России.
В марте 2014 г. участвовал в аннексии Крыма
На выборах в сентябре 2014 г. выступал как доверенное лицо главы республики Е. А. Борисова.
В декабре 2014 г. отправил в ДНР фотовыставку «Русский Север». Позднее стало известно, что несколько тысяч шахтёров переехали жить и работать из ДНР в Якутию.
С 2015 года Главный специалист Управления информационной политики и коммуникативных технологий СВФУ.
В 2016 г. вёл кастинг телешоу «Третий глаз» на телеканале «Якутск-ТВ»: «Под прицелом камер сильнейшие шаманы, ясновидящие и экстрасенсы Якутии поборются за звание лучшего!».
В апреле-мае 2017 г. участвовал в праймериз «Единой России» на должность мэра Якутска, но занял второе место (7,38 %), а первое место получил Айсен Николаев (86,25 %). На дебатах Хорошев высказался «против того, чтобы дети мигрантов учились в одном классе с детьми местных».
Летом 2018 г. выдвигался в народные депутаты Республики Саха (Якутия) по Пригородному одномандатному избирательному округу 9 (Марха) от партии ЛДПР.
В сентябре 2018 г. приветствовал избрание мэром Якутска Сарданы Авксентьевой от «Партии возрождения России».
17 июля 2019 г. вместе с друзьями запустил ютуб-канал с ироническим названием «2 страТпёра».
С апреля 2020 г. — колумнист государственного издания «Саха Парламент».
В 2022 году открыл детскую студию киномастерства.

## Семья
Первая жена — Марина Хегай-Шамшурина (05.02.1970-21.12.2005), внучка писателя Юрия Шамшурина; трагически погибла в Москве под колёсами поезда.
В 2008 году Хорошев женился на тоболячке Эльмире Тукановой, работавшей в местной турфирме, но видимо брак не был крепким.
В 2010 г. Андрей познакомился, и в 2013 г. женился на якутянке Ирине Соловьёвой.
Андрей Хорошев воспитывает трёх сыновей — Фёдор (2004), Андрей (2012), Алексей (2013); взрослая дочь осталась в Москве.
Есть младший брат Алексей (1963) — в прошлом спортсмен, ныне известный московский адвокат.

## Фильмография

### Режиссёрские работы
- 1990 — «Сказочный дивертисмент»
- 1991 — «И возвёл их на гору»
- 1993 — «Конструктор красного цвета»
- 1996 — «Научная секция пилотов»
- 2001 — «Сыщик с плохим характером»
- 2005 — «S.O.S. Спасите наши души»

### Актёрские работы
- 1996 — Научная секция пилотов — Охотник
- 1999 — Левша (реж. Юрий Кузин) — учитель Гитлера[112]
- 1999 — 8 ½ $ — менеджер рекламы
- 2001 — Сыщик с плохим характером — мотоциклист с татуировками
- 2004 — Боец — Леонид Азов
- 2005 — S.O.S. Спасите наши души — Андрей, отец Мишки
- 2005 — Доктор Живаго — главврач
- 2008 — Миссия: Пророк
- 2009 — Адмиралъ (сериал) — атаман Семёнов
- 2017 — Чёрный демон

## Книги
- Хорошев Андрей Федорович. Сны самурая: киноповести / Андрей И. — Якутск: Изд-во ЯГУ, 2008. — 439, [1] с. : ил., цв. портр.; 21 см; ISBN 978-5-7513-1012-7
- Хорошев Андрей Федорович. На оленьих упряжках к Полюсу холода: личные впечатления из дневника: этнографические исследования / Андрей И. — Якутск: Бичик, 2013. — 125, [2] с.; 20 см; ISBN 978-5-7696-4153-4
- Хорошев Андрей Федорович. Прозрачный экран: кинобайки / Андрей И. — Якутск: Бичик, 2018. — 222, [1] с. : ил.; 20 см; ISBN 978-5-7696-5484-8